# بطولة تونس للكرة الطائرة للرجال 2015–16
بطولة تونس للكرة الطائرة للرجال 2015-2016 هو الموسم رقم 61 من بطولة تونس للكرة الطائرة للرجال.

فاز بهذا الموسم الترجي الرياضي التونسي.

## روابط خارجية
- الموقع الرسمي للجامعة التونسية للكرة الطائرة.